# أنيتا رودريغيز
أنيتا رودريغيز (بالإنجليزية: Anita Rodriguez)‏ هي رسامة أمريكية، ولدت في 1941.

## وصلات خارجية
- الموقع الرسمي